# Anaplectoides leucozona
Anaplectoides leucozona là một loài bướm đêm trong họ Noctuidae.